# Can Gutnari
Can Gutnari, Can Gunnari o Can Ribosa és una masia situada al municipi de Cabanelles, a la comarca catalana de l'Alt Empordà, al camí de Vilademires. Construïda el 1825, és un edifici rectangular de tres plantes fet amb murs de pedra i amb coberta a dos pendents, amb un volum annex.